# Эспаррагоса, Антонио
Антонио Эспаррагоса Бетанкур (исп. Antonio Esparragoza Betancourt; род. 2 сентября 1959, Кумана) — венесуэльский боксёр, представитель полулёгкой весовой категории. Выступал за сборную Венесуэлы по боксу во второй половине 1970-х годов, бронзовый призёр чемпионата мира, победитель и призёр многих турниров международного значения, участник летних Олимпийских игр в Москве. В период 1981—1991 годов успешно боксировал на профессиональном уровне, владел титулом чемпиона мира по версии WBA.

## Биография
Антонио Эспаррагоса родился 2 сентября 1959 года в городе Кумана штата Сукре, Венесуэла.

### Любительская карьера
Впервые заявил о себе в 1977 году, выиграв серебряную медаль на международном турнире Box-Am в Сарагосе и став серебряным призёром домашнего турнира «Битва при Карабобо» в Каракасе.
В 1978 году вошёл в основной состав венесуэльской национальной сборной и побывал на чемпионате мира в Белграде, откуда привёз награду бронзового достоинства, выигранную в зачёте полулёгкой весовой категории — на стадии полуфиналов был остановлен югославом Братиславом Ристичем. Кроме того, получил серебро на Кубке короля в Бангкоке, выиграл международный турнир Box-Am в Испании
Благодаря череде удачных выступлений удостоился права защищать честь страны на летних Олимпийских играх 1980 года в Москве, причём являлся знаменосцем на церемонии открытия Игр. Тем не менее, уже в первом поединке категории до 57 кг со счётом 1:4 потерпел поражение от британца Питера Хенлона и выбыл из дальнейшей борьбы за медали.

### Профессиональная карьера
Вскоре по окончании московской Олимпиады Эспаррагоса покинул расположение венесуэльской сборной и в феврале 1981 года успешно дебютировал на профессиональном уровне. Первое время выступал преимущественно в родных стенах на рингах Венесуэлы, в течение шести лет одержал в общей сложности 23 победы, потерпел лишь одно поражение, тогда как в трёх случаях была зафиксирована ничья.
Поднявшись в рейтингах, в 1987 году удостоился права оспорить титул чемпиона мира в полулёгком весе по версии Всемирной боксёрской ассоциации (WBA), который на тот момент принадлежал американцу Стиву Крусу. В итоге Эспаррагоса победил действующего чемпиона техническим нокаутом в двенадцатом раунде, забрав чемпионский пояс себе. Эта победа также сделала его линейным чемпионом в полулёгкой весовой категории и чемпионом мира по версии журнала «Ринг».
Полученный чемпионский титул Антонио Эспаррагоса впоследствии сумел защитить семь раз, победив многих сильнейших представителей своего дивизиона. Лишился чемпионского пояса только во время восьмой защиты в марте 1991 года, уступив единогласным решением судей корейцу Пак Ён Гюну. На этом поражении принял решение завершить карьеру профессионального боксёра.